# ホテル・ベルビュー・ドレスデン

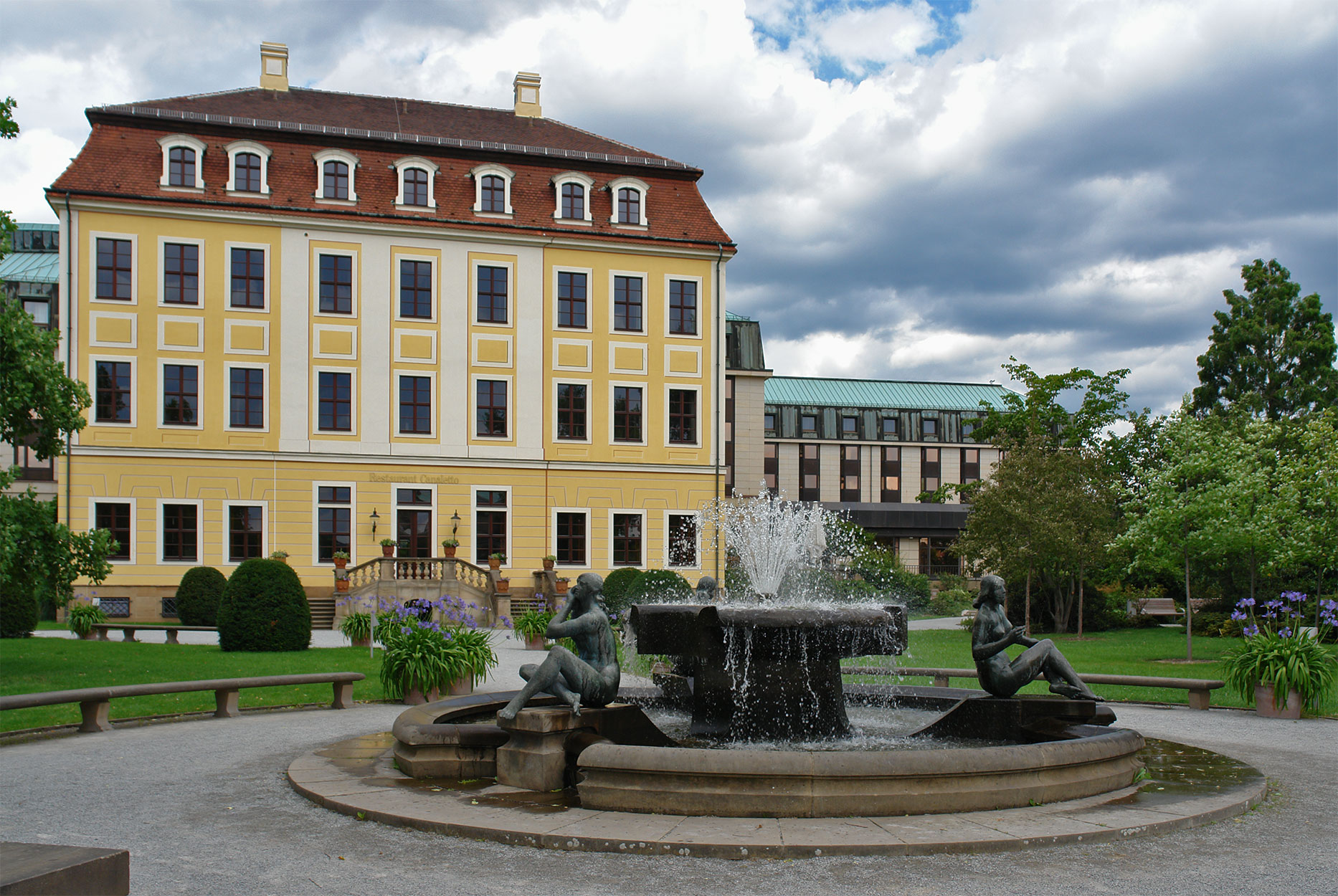
ベルビュー外観(庭園側)

ホテル・ベルビュー（「美しい景観」）は、ドレスデンにあるウェスティン・ホテルズ&リゾーツ・チェーンのグランドホテルである。新市街の中心部にあり、2000年からザ・ウェスティン・ベルビュー・ドレスデンとなっている。ドレスデン旧市街と向かい合った新市街のエルベ河畔に立つこのホテルからの眺めは「カナレットの景観」として有名である。風景画家ベルナルド・ベロット－通称カナレット－にちなんで名づけられたこの景観は、ブリュール・テラス、聖母教会、芸術アカデミーとカトリック宮廷教会、ゼンパー歌劇場を見渡せるドレスデンのパノラマである。ホテルのバロック様式の中央建物は建築家ゲオルゲ・ベーアおよびマテウス・ダニエル・ペッペルマンによって設計された。
「ベルビュー」というホテル名は、第二次世界大戦で破壊されるまでエルベ川の対岸（レストラン「イタリエーニッシェス・デルフヒェン[イタリアの小さな村]」の隣）にあったドレスデンの最高級のホテルの伝統ある名称を受け継いだものである。

## 歴史
1724年に着工したこのバロック様式の建物部分は、グローセ・マイスナー通り沿いに隙間なく建てられた都市ブルジョアの住宅の家並みの一部となった。設計はゲオルゲ・ベーアが行った。1723年から24年にかけて施工された前部の建家の責任者はヨーハン・ゲオルク・ゲープハルトであった。この建物は1733年まで住宅、ビール醸造所、麦芽製造所として利用された。ザクセンの宮廷はこの建物を、書記局に改造する目的で購入した。改築の設計は1734年に、ドレスデンのツヴィンガー宮殿を設計した建築家マテウス・ダニエル・ペッペルマンが行い、アンドレアス・アダムが施工した。1733年から書記局として利用されたことで、この建物の最終的な建築形態が決まった。
書記局としての利用が、その後の利用形態を特徴づけた。このグローセ・マイスナー通り15番地のバロック建築は1736年以降、特に官公庁として利用された。このような事情により、この建物は「レギールング(政府)」または「コレーギエンハウス（参事会会館）」と呼ばれるようになった。
この建物はもともと別々の建物であった都市ブルジョアの邸宅と小さな宮殿を結合させたものである。そのためこの建物は2つの中庭を持つ構造になっている。
アウグスト強王は「日本宮殿」（ヤパーニッシェス・パレー）の建設を命ずると共に、都市計画をエルベ川の新市街側で集中的に進めた。ドレスデン新市街の価値を高め、旧市街に対抗させようとしたのである。15番地の建物を書記局の建物に選定したことも、新市街側を官庁街として特徴づける計画の一環であった。1904年まで、15番地の建物には法務省が入っていた。この国有の建物はその後、とりわけ州政府、州管理局、管区官庁、会計検査院として使われた。

第二次世界大戦中の1945年2月13日から15日まで続いた英米空軍による爆撃でドレスデンの市街が破壊されたとき、この15番地の建物は無傷のままで残った数少ない建物の一つであった。周囲の廃墟はその後撤去された。1950年にはこの15番地の建物も取り壊されることになったが、市民の抗議によって、計画されていた爆破は中止された。このバロック建築は、取り壊しを免れた後、1980年代の初めまで様々な用途に利用された。とりわけ家族企業「ヘッカース・ゾーン」の本店となった。同社は15番地の金物店の他に市内の数か所で支店を営んでいた。この建物は利用されてはいたが、手入れが行き届かなかったため崩壊していった。そのため1980年代の初めに取り壊され、新しいホテルの複合建物が建てられることになった。文化財保護団体、建築家、憤激した市民による市民運動によって文字通り最後の瞬間に取り壊しが阻止された。このバロック建築は中央建物として新たに設計されるホテルの建築に組み込まれることが決定された。

## インターホテル
日本の鹿島建設(担当 井上武司氏）はこのバロック建築を考慮に入れない新築建物の設計を委託された。バロック建築の保存が決定された後、新築工事の計画が変更され、この古い建物が組み込まれることになった。この計画は1982年から1985年までの工期で日本、東京の鹿島建設によって実現された。旅行業界の国際水準をドイツ民主共和国でも満たすことが明確な目標であった。もう一つの目的はハードカレンシーを獲得することであった。従ってこのホテルは西側通貨でしか宿泊できない「外貨ホテル」となった。この建築物はさらに市の中心部を活性化する役割も果たすことになった。都市計画の一環として、また市の歴史の観点から、この建物はドレスデン新市街の価値を高めるものとならなければならなかった。
鹿島建設（担当 井上武司氏）の新設計は、ウェルネスエリアとコングレスエリアを創り出すことにより、国際的なホテルの水準に適合したものとなった。ホテルの周囲には現代建築とネオバロックの要素を取り入れた庭園が造られた。また日本の伝統に従って桜の木も植えられた。ここにはホテルを利用しない一般市民も立ち入ることができた。この公園はドイツ民主共和国の造園・風景デザインの最高傑作とみなされた。
ホテル・ベルビューは1985年2月13日のドレスデン・ゼンパー歌劇場の再開と同時に落成し、このエリアの最も重要な建築物となった。このインターホテルのターゲットグループは特に西側諸国からの宿泊客であった。ドイツ民主共和国国民は通常、このホテルに宿泊することはできなかったが、政界、スポーツ界、文化界の大物は例外だった。インターホテルは国家保安省（シュタージ）の観光部に所属していたため、このホテルにも国家保安省の基準に従って追加的な技術装備を設置された。ホテルの１階にはインターショップがあった。
1992年には、ドレスデンの唯一のカジノがホテル・ベルビュー内に開設された。カジノがオープンするまではジュピター・バーがこのホテルの魅力となっていた。このバーはカジノの開設と同時に閉鎖された。
ホテル内の46席のブリブリ・レストランも一般の人々は利用できなかった。このドレスデンの唯一のポリネシア料理のレストランはホテル客の間で人気が高かった。ドイツ民主共和国時代の最後の数年間は一般の人々も利用できるようになったが、6か月も前から予約しなければならなかった。1997年4月に、ブリブリは最後の予約を受け付けた。
ドイツ民主共和国政権崩壊後の利用

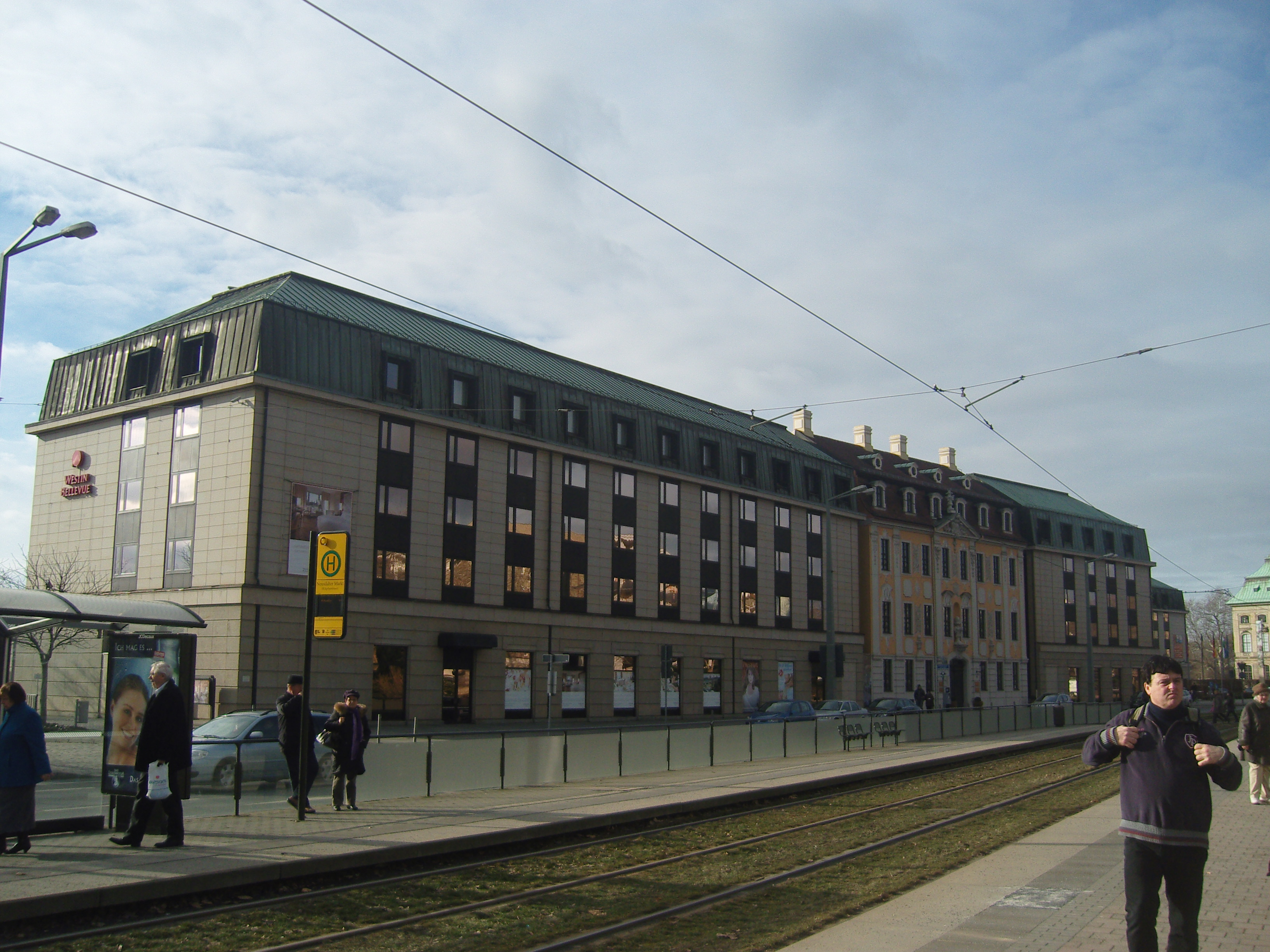
グローセ・マイスナー通り・ノイシュテッター・マルクトに面した側の景観

1989年のドイツ民主共和国政権崩壊後も、ホテル・ベルビューは引き続きインターホテルチェーンに属していた。1989年末には、このホテルはさまざまな政治家の出会いの場となった。当時のヘルムート・コール西ドイツ首相とルドルフ・ザイタース官房長官がハンス・モドロードイツ民主共和国首相と会談したのもここホテル・ベルビューであった。1989年にはまたヘルムート・コール西独首相とハンス・モドロードイツ民主共和国首相がこのホテルで何度かドイツ再統一に向けての交渉を行った。
1992年から1996年までは、このホテルはマリティム・ホテル会社に属していたが、1996年に再びインターホテルチェーンがこのホテルの経営を引き受けた。2000年から2006年まではこのホテルは「スターウッド・ホテルズ＆リゾーツ」のフランチャイズ加盟ホテルであった。2000年にホテル・ベルビューはウェスティン・ホテルとなり、「ザ・ウェスティン・ベルビュー・ドレスデン」と改称された。2006年にブラックストーン・グループがインターホテルチェーンを買収した。
1990年代以後も、ベルビューでは引き続き大規模な政治イベントが開催された。2007年5月6日から8日まで、ドイツのフランツ・ミュンターフェリング労相を議長とするG8諸国の労相会議がこのホテルの大会議ホールで開催された。

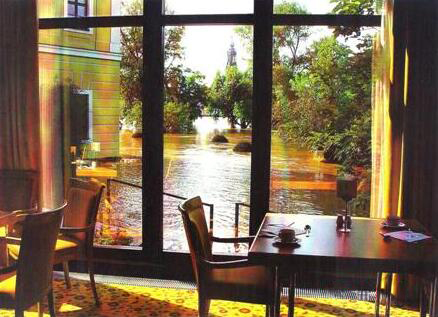
洪水で浸水したパレー・テラス

2002年にエルベ川が氾濫した際には、河畔にあるこのホテルは大きな被害をこうむった。水位は9.42mまで上昇した。特に庭園に面した会議室とテラス、およびグルメレストラン「カナレット」の被害が大きかった。6か月にわたる修復作業の間、このホテルは閉鎖された。修復・改装工事は2004年末までかかったが、2003年春には営業を再開した。ビジネスエリアには昼光を取り入れた会議スペースに19室の会議室が設けられた。この客室数340室のホテルには現在、高級スイートが14室、ジュニアスイートが7室、デラックススイートが6室、プレジデントスイートが1室ある。高級スイートはホテル建築家タッシロ・ボスト氏が設計した。このベルリンの建築家はそのインテリアデザインに対して2004年に「ベスト・ゲストルーム・デザイン・アワード」を受賞した。ロビー・ウィリアムズが2006年にドレスデンでコンサートを開いた時、彼はこのホテルのプレジデントスイートに4泊した。
レストラン「カナレット」からは、エルベ川の「カナレットの景観」を見渡すことができる。
バロック翼のアトリウムにはレストラン「カナレット」の「ファイン・ダイニング」キッチンがある。さらにこのホテルにはエルベ河畔のワイン酒場「ヴィノテーク」とビヤガーデン「エルプゼーグラー」が付属している。将来の洪水を防ぐために、最高9.70mの高水位に対応でき、24時間以内に構築できる洪水防護壁が設けられた。

## 宿泊した著名人
ヘルムート・コール元首相は、旧東ドイツ時代に何度か「ベルビュー」に宿泊した。当時を知る人によれば、コール元首相はいつも皮付きのじゃがいもを注文したが、そのたびに料理人が買いに行かなければならなかったという。皮をむいたじゃがいもしか置いてなかったからである。